# Wass Angelitha
Wass Angelitha (15. század – 16. század), neve az Angéla név spanyolban szokásos kicsinyítő képzős változata: Angelita. Candale-i Anna magyar királyné komornája, később a fiának, II. Lajos királynak az ágyasa.

## Élete

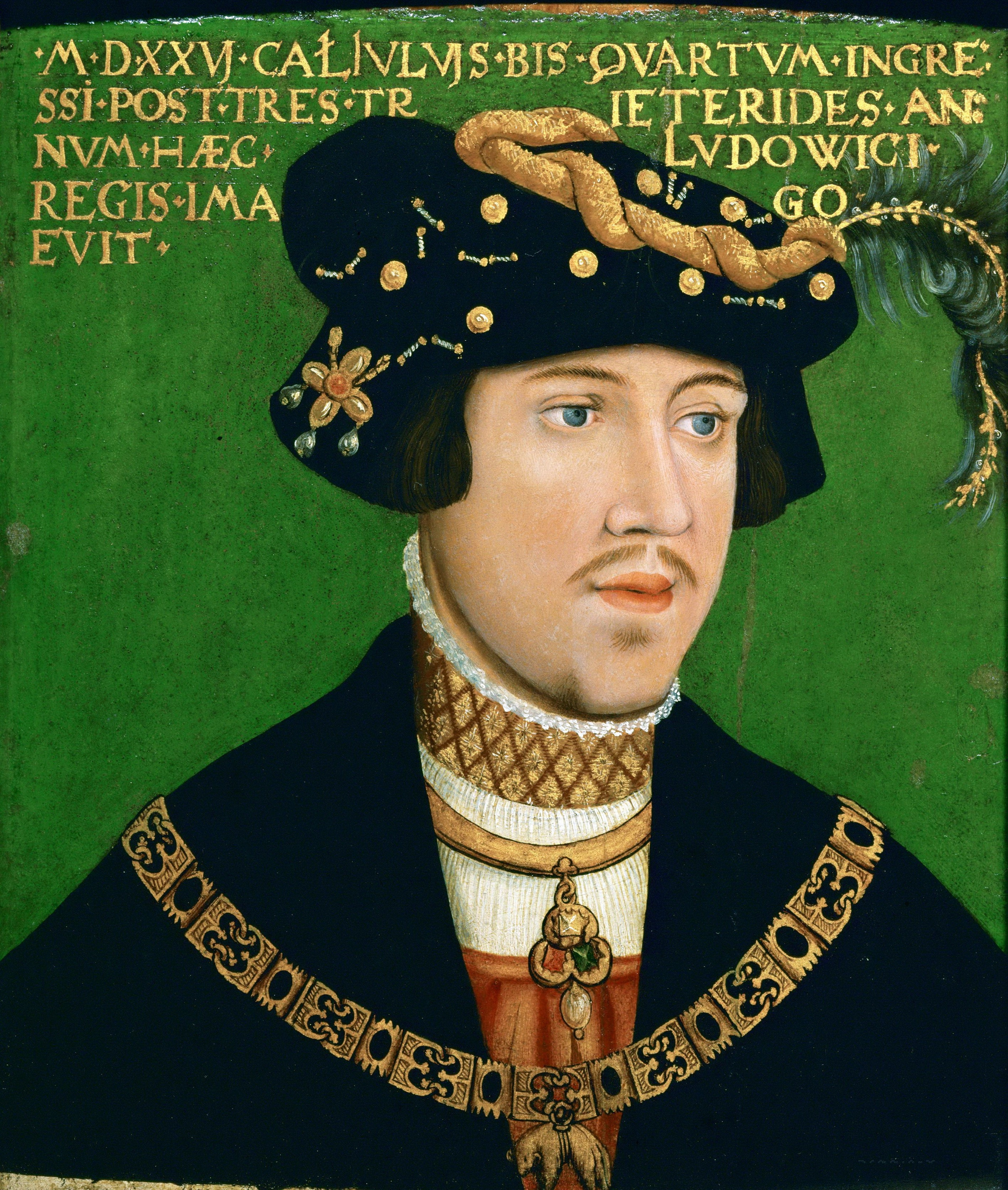
II. Lajosnak Hans Krell festette portréja

Wass Angelitha II. Lajos király édesanyjának, Candale-i Anna magyar királynénak korábbi komornája volt. II. Lajos 1508-as koronázása után II. Ulászló magyar király az ifjabb király és nővére számára külön udvartartást rendel, amely édesanyjuk, Candale-i Anna királyné udvari személyzetéből áll, így kerülhet a kis király szoros kapcsolatba Wass Angelithával. Feltételezhetően vele volt II. Lajosnak az első szexuális kapcsolata, ő vezette be az ifjú királyt a testi örömökbe. Bizonyára valamiféle „anyapótlékot” is jelenthetett az ifjú király számára. A király édesanyja, II. Lajos születése után három héttel meghalt.
A királynak nagy valószínűséggel egy fiút szült, Jánost, akit mivel apja, II. Lajos törvényesen nem ismert el, így az anyja nevét viselte. Wass János lett a neve, de mivel krónikásként kereste a kenyerét, így használta a Lanthos János nevet is. II. Lajos halála után Pozsonyban élt a fiával. Bár férjhez ment egy Ethey nevű emberhez, aki korán meghalt, a házasságából már nem születtek újabb gyermekei. Fiát nem sikerült törvényesíttetnie, de évi 32 aranyforintot kapott a kincstártól. Özvegyen halt meg.

## Gyermeke
- Férjétől, Ethey N. úrtól, nem születtek gyermekei
- Házasságon kívüli kapcsolatából II. Lajos (1506–1526) magyar és cseh királytól, 1 fiú:
  - János (1521 körül–1580 után), Wass János vagy Lanthos János, felesége N. N., voltak utódai